# World of Sleepers
World of Sleepers — второй студийный альбом шведского эмбиент-дуэта Carbon Based Lifeforms, издан в 2006 году на лейбле Ultimae Records, был переиздан в 2008 и 2011 годах. Нумерация композиций начинается с 12, так как по замыслу авторов альбом является продолжением предыдущего. Мастеринг был произведён на студии GingerHill Studio.

## Песни
На протяжении всей композиции «Abiogenesis» женский голос диктует Уравнение Дрейка: {\displaystyle N=R\cdot f_{p}\cdot n_{e}\cdot f_{l}\cdot f_{i}\cdot f_{c}\cdot L}.
Реплики в треке «Photosynthesis» — цитаты из кинофильма «Молчаливый бег» (англ. Silent Running), в честь которого, в свою очередь, была названа композиция из первого альбома дуэта. Ещё одна киноцитата присутствует в композиции «Set Theory» — там звучит реплика Гибаряна из английской экранизации «Соляриса».
После окончания бонус-трека звучит скрытая композиция «Mechanism» длительностью 9:04. Она имеет номер 22.b. В некоторых источниках трек не выделяется, а длительность «Betula Pendula» указана как 19:44. Этот трек не указан в официальной дискографии группы, но его наличие косвенно подтверждает нумерация композиций следующего альбома под названием «Interloper», начинающаяся с 24. Также, стоит заметить, что альбом, вышедший после «Interloper» и состоящий исключительно из дрон-эмбиента, носит название «Twentythree», и его список композиций написан в привычном виде, начиная с 1-го трека.
- швед. Gryning — рус. Рассвет
- швед. Flytta Dig — рус. Уйдите с пути[2]
- Название композиции «Erratic Patterns» на диске было напечатано с ошибкой: «Erractic Patterns»[2].
- Betula Pendula — (лат. Bétula péndula) — вид растений рода Берёза (Betula) — Берёза повислая

## Список композиций
| №   | Название                      | Длительность |
| --- | ----------------------------- | ------------ |
| 12. | «Abiogenesis»                 | 6:37         |
| 13. | «Vortex»                      | 5:55         |
| 14. | «Photosynthesis»              | 5:41         |
| 15. | «Set Theory»                  | 6:41         |
| 16. | «Gryning»                     | 6:19         |
| 17. | «Transmission/Intermission»   | 4:28         |
| 18. | «World of Sleepers»           | 5:17         |
| 19. | «Proton/Electron»             | 6:44         |
| 20. | «Erratic Patterns»            | 6:55         |
| 21. | «Flytta Dig»                  | 5:09         |
| 22. | «Betula Pendula (бонус-трек)» | 10:40        |

## Над альбомом работали
- Даниэль Рингстрём — автор музыки (12—21).
- Йоханн Хедберг — автор музыки (12—19, 21—22).
- Карин Май Андерссон — вокал и тексты (12, 20).